# كاسامارسيانو
كاسامارسيانو، (بالإنجليزية: Casamarciano)‏، (اللغة النابولية:Casamarcìan)، هي (بلدية) في مدينة نابولي متروبوليتان في منطقة كامبانيا الإيطالية، وتقع على بعد حوالي 30 كيلومترا (19 ميل) شمال شرق نابولي.

## السكان
في سنة 1861 بلغ عدد السكان 1٬742 نسمة، وتطور العدد ليصل في سنة 2011 لـ 3٬272 نسمة.
يظهر هذا المخطط البياني تطور النمو السكاني لـ كاسامارسيانو

## توأمة
لكاسامارسيانو اتفاقيات توأمة مع كل من:
- غيبيلينا
- سان باولو بيل سيتو